# Liste der Test Matches der chilenischen Rugby-Union-Nationalmannschaft
Die nachfolgende Liste enthält alle Test Matches (Länderspiele) der „Condores“, der chilenischen Rugby-Union-Nationalmannschaft der Männer. Chile bestritt das erste offizielle Test Match am 20. September 1936 gegen Argentinien.

## Übersicht der Test Matches
Legende
- Erg. = Ergebnis
- n. V. = nach Verlängerung
- H = Heimspiel
- A = Auswärtsspiel
- N = Spiel auf neutralem Platz
- Hintergrundfarbe grün = Sieg
- Hintergrundfarbe gelb = Unentschieden
- Hintergrundfarbe rot = Niederlage

### 1936–1969
| Nr. | Datum      | Erg.  | Gegner      |   | Austragungsort                                  | Anlass                       | Bemerkung                                                     |
| --- | ---------- | ----- | ----------- | - | ----------------------------------------------- | ---------------------------- | ------------------------------------------------------------- |
| 01. | 20.09.1936 | 0:29  | Argentinien | H | Estadio Playa Ancha, Valparaíso                 | Tour Test                    | erstes Test Match gegen Argentinien erstes Heimspiel          |
| 02. | 27.09.1936 | 3:31  | Argentinien | H | Estadio Playa Ancha, Valparaíso                 | Tour Test                    |                                                               |
| 03. | 05.08.1948 | 21:3  | Uruguay     | N | Estadio GEBA, Buenos Aires                      | Freundschaftsspiel           | erstes Test Match gegen Uruguay erster Sieg gegen Uruguay     |
| 04. | 09.09.1951 | 68:0  | Brasilien   | N | Estadio GEBA, Buenos Aires                      | Südamerikameisterschaft 1951 | erstes Test Match gegen Brasilien erster Sieg gegen Brasilien |
| 05. | 13.09.1951 | 3:8   | Uruguay     | N | Estadio GEBA, Buenos Aires                      | Südamerikameisterschaft 1951 |                                                               |
| 06. | 16.09.1951 | 3:13  | Argentinien | A | Estadio GEBA, Buenos Aires                      | Südamerikameisterschaft 1951 |                                                               |
| 07. | 15.08.1956 | 6:3   | Uruguay     | H | Prince of Wales Country Club, Santiago de Chile | Freundschaftsspiel           | erster Heimsieg                                               |
| 08. | 11.10.1958 | 34:9  | Uruguay     | H | Stade Français, Santiago de Chile               | Südamerikameisterschaft 1958 |                                                               |
| 09. | 15.10.1958 | 31:3  | Peru        | H | Club Everton, Viña del Mar                      | Südamerikameisterschaft 1958 | erstes Test Match gegen Paru erster Sieg gegen Peru           |
| 10. | 18.10.1958 | 0:14  | Argentinien | H | Prince of Wales Country Club, Santiago de Chile | Südamerikameisterschaft 1958 |                                                               |
| 11. | 07.10.1961 | 3:11  | Argentinien | N | Carrasco Polo Club, Montevideo                  | Südamerikameisterschaft 1961 |                                                               |
| 12. | 12.10.1961 | 28:5  | Uruguay     | A | Carrasco Polo Club, Montevideo                  | Südamerikameisterschaft 1961 | erster Auswärtssieg                                           |
| 13. | 14.10.1961 | 34:5  | Brasilien   | N | Carrasco Polo Club, Montevideo                  | Südamerikameisterschaft 1961 |                                                               |
| 14. | 16.08.1964 | 16:16 | Brasilien   | A | São Paulo Athletic Club, São Paulo              | Südamerikameisterschaft 1964 | erstes Unentschieden                                          |
| 15. | 18.08.1964 | 8:15  | Uruguay     | N | São Paulo Athletic Club, São Paulo              | Südamerikameisterschaft 1964 |                                                               |
| 16. | 22.08.1964 | 8:30  | Argentinien | N | São Paulo Athletic Club, São Paulo              | Südamerikameisterschaft 1964 |                                                               |
| 17. | 26.09.1965 | 11:23 | Argentinien | H | Stade Francais, Santiago de Chile               | Tour Test                    |                                                               |
| 18. | 24.09.1967 | 16:11 | Uruguay     | N | La Catedral, Buenos Aires                       | Südamerikameisterschaft 1967 |                                                               |
| 19. | 30.09.1967 | 0:18  | Argentinien | A | La Catedral, Buenos Aires                       | Südamerikameisterschaft 1967 |                                                               |
| 20. | 08.10.1969 | 13:6  | Uruguay     | H | Estadio Sausalito, Viña del Mar                 | Südamerikameisterschaft 1969 |                                                               |
| 21. | 11.10.1969 | 0:54  | Argentinien | H | Prince of Wales Country Club, Santiago de Chile | Südamerikameisterschaft 1969 |                                                               |

### 1970–1989
| Nr. | Datum      | Erg.  | Gegner      |   | Austragungsort                                  | Anlass                       | Bemerkung                                                   |
| --- | ---------- | ----- | ----------- | - | ----------------------------------------------- | ---------------------------- | ----------------------------------------------------------- |
| 22. | 10.10.1971 | 3:20  | Argentinien | N | Carrasco Polo Club, Montevideo                  | Südamerikameisterschaft 1971 |                                                             |
| 23. | 12.10.1971 | 11:6  | Uruguay     | A | Carrasco Polo Club, Montevideo                  | Südamerikameisterschaft 1971 |                                                             |
| 24. | 14.10.1971 | 40:0  | Paraguay    | N | Carrasco Polo Club, Montevideo                  | Südamerikameisterschaft 1971 | erstes Test Match gegen Paraguay erster Sieg gegen Paraguay |
| 25. | 16.10.1971 | 45:3  | Brasilien   | N | Carrasco Polo Club, Montevideo                  | Südamerikameisterschaft 1971 |                                                             |
| 26. | 14.10.1973 | 10:13 | Uruguay     | N | São Paulo Athletic Club, São Paulo              | Südamerikameisterschaft 1973 |                                                             |
| 27. | 16.10.1973 | 22:3  | Brasilien   | A | São Paulo Athletic Club, São Paulo              | Südamerikameisterschaft 1973 |                                                             |
| 28. | 18.10.1973 | 27:3  | Paraguay    | N | São Paulo Athletic Club, São Paulo              | Südamerikameisterschaft 1973 |                                                             |
| 29. | 21.10.1973 | 3:60  | Argentinien | N | São Paulo Athletic Club, São Paulo              | Südamerikameisterschaft 1973 |                                                             |
| 30. | 20.09.1975 | 31:10 | Brasilien   | N | Colegio San José, Asunción                      | Südamerikameisterschaft 1975 |                                                             |
| 31. | 23.09.1975 | 44:3  | Paraguay    | A | Colegio San José, Asunción                      | Südamerikameisterschaft 1975 |                                                             |
| 32. | 25.09.1975 | 15:7  | Uruguay     | N | Colegio San José, Asunción                      | Südamerikameisterschaft 1975 |                                                             |
| 33. | 28.09.1975 | 3:45  | Argentinien | N | Colegio San José, Asunción                      | Südamerikameisterschaft 1975 |                                                             |
| 34. | 23.10.1977 | 22:3  | Paraguay    | N | Club Atlético Concepción, San Miguel de Tucumán | Südamerikameisterschaft 1977 |                                                             |
| 35. | 27.10.1977 | 18:21 | Uruguay     | N | Club Atlético Concepción, San Miguel de Tucumán | Südamerikameisterschaft 1977 |                                                             |
| 36. | 29.10.1977 | 33:27 | Brasilien   | N | Club Atlético Concepción, San Miguel de Tucumán | Südamerikameisterschaft 1977 |                                                             |
| 37. | 30.10.1977 | 10:25 | Argentinien | A | Club Atlético Concepción, San Miguel de Tucumán | Südamerikameisterschaft 1977 |                                                             |
| 38. | 04.10.1979 | 27:13 | Paraguay    | H | Stade Français, Santiago de Chile               | Südamerikameisterschaft 1979 |                                                             |
| 39. | 06.10.1979 | 15:34 | Argentinien | H | Stade Français, Santiago de Chile               | Südamerikameisterschaft 1979 |                                                             |
| 40. | 07.10.1979 | 53:6  | Brasilien   | H | Stade Français, Santiago de Chile               | Südamerikameisterschaft 1979 |                                                             |
| 41. | 12.10.1979 | 9:9   | Uruguay     | H | Stade Français, Santiago de Chile               | Südamerikameisterschaft 1979 |                                                             |
| 42. | 18.05.1981 | 33:3  | Brasilien   | N | Carrasco Polo Club, Montevideo                  | Südamerikameisterschaft 1981 |                                                             |
| 43. | 21.05.1981 | 33:3  | Paraguay    | N | Carrasco Polo Club, Montevideo                  | Südamerikameisterschaft 1981 |                                                             |
| 44. | 24.05.1981 | 3:33  | Uruguay     | A | Carrasco Polo Club, Montevideo                  | Südamerikameisterschaft 1981 |                                                             |
| 45. | 16.07.1983 | 6:46  | Argentinien | A | La Catedral, Buenos Aires                       | Südamerikameisterschaft 1983 |                                                             |
| 46. | 20.07.1983 | 3:25  | Uruguay     | N | La Catedral, Buenos Aires                       | Südamerikameisterschaft 1983 |                                                             |
| 47. | 23.07.1983 | 24:12 | Paraguay    | N | La Catedral, Buenos Aires                       | Südamerikameisterschaft 1983 |                                                             |
| 48. | 15.09.1985 | 15:12 | Paraguay    | A | Estadio General Pablo Rojas, Asunción           | Südamerikameisterschaft 1985 |                                                             |
| 49. | 17.09.1985 | 31:3  | Peru        | H | Club Everton, Viña del Mar                      | Freundschaftsspiel           |                                                             |
| 50. | 19.09.1985 | 6:59  | Argentinien | N | Estadio General Pablo Rojas, Asunción           | Südamerikameisterschaft 1985 |                                                             |
| 51. | 21.09.1985 | 3:10  | Uruguay     | N | Estadio General Pablo Rojas, Asunción           | Südamerikameisterschaft 1985 |                                                             |
| 52. | 27.09.1987 | 28:16 | Paraguay    | H | Stade Français, Santiago de Chile               | Südamerikameisterschaft 1987 |                                                             |
| 53. | 30.09.1987 | 19:33 | Uruguay     | H | Stade Français, Santiago de Chile               | Südamerikameisterschaft 1987 |                                                             |
| 54. | 03.10.1987 | 9:47  | Argentinien | H | Stade Français, Santiago de Chile               | Südamerikameisterschaft 1987 |                                                             |
| 55. | 07.10.1989 | 12:9  | Paraguay    | N | Estadio Charrúa, Montevideo                     | Südamerikameisterschaft 1989 |                                                             |
| 56. | 10.10.1989 | 9:36  | Argentinien | N | Estadio Charrúa, Montevideo                     | Südamerikameisterschaft 1989 |                                                             |
| 57. | 12.10.1989 | 17:19 | Uruguay     | A | Estadio Charrúa, Montevideo                     | Südamerikameisterschaft 1989 |                                                             |
| 58. | 14.10.1989 | 49:20 | Brasilien   | N | Estadio Charrúa, Montevideo                     | Südamerikameisterschaft 1989 |                                                             |

### 1990–1990
| Nr. | Datum      | Erg.  | Gegner              |   | Austragungsort                                  | Anlass                       | Bemerkung                                                                                    |
| --- | ---------- | ----- | ------------------- | - | ----------------------------------------------- | ---------------------------- | -------------------------------------------------------------------------------------------- |
| 59. | 03.11.1990 | 9:15  | Uruguay             | H | Old Grangonians Club, Santiago de Chile         | Freundschaftsspiel           |                                                                                              |
| 60. | 04.11.1990 | 27:33 | Uruguay             | H | Old Grangonians Club, Santiago de Chile         | Freundschaftsspiel           |                                                                                              |
| 61. | 15.08.1991 | 6:41  | Argentinien         | H | Prince of Wales Country Club, Santiago de Chile | Südamerikameisterschaft 1991 |                                                                                              |
| 62. | 19.08.1991 | 25:18 | Paraguay            | H | Prince of Wales Country Club, Santiago de Chile | Südamerikameisterschaft 1991 |                                                                                              |
| 63. | 21.08.1991 | 23:16 | Brasilien           | H | Prince of Wales Country Club, Santiago de Chile | Südamerikameisterschaft 1991 |                                                                                              |
| 64. | 08.09.1991 | 18:34 | Uruguay             | H | Prince of Wales Country Club, Santiago de Chile | Südamerikameisterschaft 1991 |                                                                                              |
| 65. | 19.09.1992 | 15:37 | Uruguay             | A | Carrasco Polo Club, Montevideo                  | Freundschaftsspiel           |                                                                                              |
| 66. | 20.09.1992 | 24:50 | Uruguay             | A | Carrasco Polo Club, Montevideo                  | Freundschaftsspiel           |                                                                                              |
| 67. | 26.09.1993 | 24:25 | Paraguay            | H | Prince of Wales Country Club, Santiago de Chile | Südamerikameisterschaft 1993 |                                                                                              |
| 68. | 09.10.1993 | 6:14  | Uruguay             | H | Prince of Wales Country Club, Santiago de Chile | Südamerikameisterschaft 1993 |                                                                                              |
| 69. | 11.10.1993 | 7:70  | Argentinien         | H | Prince of Wales Country Club, Santiago de Chile | Südamerikameisterschaft 1993 |                                                                                              |
| 70. | 15.10.1993 | 35:26 | Brasilien           | H | Prince of Wales Country Club, Santiago de Chile | Südamerikameisterschaft 1993 |                                                                                              |
| 71. | 26.08.1995 | 28:23 | Spanien             | H | Prince of Wales Country Club, Santiago de Chile | Tour Test                    | erstes Test Match gegen Spanien erster Sieg gegen Spanien                                    |
| 72. | 22.09.1995 | 24:14 | Paraguay            | A | Colegio San José, Asunción                      | Südamerikameisterschaft 1995 |                                                                                              |
| 73. | 24.09.1995 | 13:31 | Uruguay             | H | Stade Français, Santiago de Chile               | Südamerikameisterschaft 1995 |                                                                                              |
| 74. | 30.09.1995 | 3:78  | Argentinien         | H | Stade Français, Santiago de Chile               | Südamerikameisterschaft 1995 | höchste Niederlage der Chilenen                                                              |
| 75. | 24.08.1997 | 17:32 | Uruguay             | A | Carrasco Polo Club, Montevideo                  | Südamerikameisterschaft 1997 |                                                                                              |
| 76. | 30.08.1997 | 58:16 | Paraguay            | H | Prince of Wales Country Club, Santiago de Chile | Südamerikameisterschaft 1997 |                                                                                              |
| 77. | 28.09.1997 | 35:6  | Trinidad und Tobago | A | Hasely Crawford Stadium, Port of Spain          | WM-Qualifikation             | erstes Test Match gegen Trinidad und Tobago erster Sieg gegen Trinidad und Tobago            |
| 78. | 04.10.1997 | 10:50 | Argentinien         | A | Maristas Rugby Club, Mendoza                    | Südamerikameisterschaft 1997 |                                                                                              |
| 79. | 19.10.1997 | 68:8  | Bermuda             | H | Prince of Wales Country Club, Santiago de Chile | WM-Qualifikation             | erstes Test Match gegen Bermuda erster Sieg gegen Bermuda erstes Spiel außerhalb Südamerikas |
| 80. | 21.03.1998 | 54:6  | Paraguay            | H | Prince of Wales Country Club, Santiago de Chile | WM-Qualifikation             |                                                                                              |
| 81. | 04.04.1998 | 14:20 | Uruguay             | A | Carrasco Polo Club, Montevideo                  | WM-Qualifikation             |                                                                                              |
| 82. | 03.10.1998 | 13:20 | Uruguay             | H | Stade Français, Santiago de Chile               | Südamerikameisterschaft 1998 |                                                                                              |
| 83. | 10.10.1998 | 17:25 | Argentinien         | H | Prince of Wales Country Club, Santiago de Chile | Südamerikameisterschaft 1998 |                                                                                              |
| 84. | 17.10.1998 | 58:17 | Paraguay            | A | Colegio San José, Asunción                      | Südamerikameisterschaft 1998 |                                                                                              |
| 85. | 24.07.1999 | 20:18 | Spanien             | H | Prince of Wales Country Club, Santiago de Chile | Tour Test                    |                                                                                              |

### 2000–2009
| Nr.  | Datum      | Erg.  | Gegner             |   | Austragungsort                                   | Anlass                                        | Bemerkung                                                     |
| ---- | ---------- | ----- | ------------------ | - | ------------------------------------------------ | --------------------------------------------- | ------------------------------------------------------------- |
| 086. | 12.11.2000 | 9:11  | Uruguay            | A | Carrasco Polo Club, Montevideo                   | Südamerikameisterschaft 2000                  |                                                               |
| 087. | 13.10.2001 | 7:26  | Uruguay            | A | Old Christians Club, Montevideo                  | Südamerikameisterschaft 2001                  |                                                               |
| 088. | 20.10.2001 | 33:13 | Uruguay            | H | Prince of Wales Country Club, Santiago de Chile  | Freundschaftsspiel                            |                                                               |
| 089. | 27.10.2001 | 48:0  | Paraguay           | H | Prince of Wales Country Club, Santiago de Chile  | Südamerikameisterschaft 2001                  |                                                               |
| 090. | 13.04.2002 | 46:6  | Brasilien          | A | São Paulo Athletic Club, São Paulo               | WM-Qualifikation                              |                                                               |
| 091. | 28.04.2002 | 57:5  | Paraguay           | H | Prince of Wales Country Club, Santiago de Chile  | Südamerikameisterschaft 2002 WM-Qualifikation |                                                               |
| 092. | 01.05.2002 | 16:33 | Uruguay            | N | Marista Rugby Club, Mendoza                      | Südamerikameisterschaft 2002                  |                                                               |
| 093. | 04.05.2002 | 13:57 | Argentinien        | A | Marista Rugby Club, Mendoza                      | Südamerikameisterschaft 2002                  |                                                               |
| 094. | 27.07.2002 | 10:6  | Brasilien          | H | CARR de La Reina, Santiago de Chile              | WM-Qualifikation                              |                                                               |
| 095. | 10.08.2002 | 22:35 | Vereinigte Staaten | A | Murray Fields, Salt Lake City                    | WM-Qualifikation                              | erstes Test Match gegen die USA                               |
| 096. | 17.08.2002 | 6:27  | Kanada             | A | Kingsland Rugby Park, Calgary                    | WM-Qualifikation                              | erstes Test Match gegen Kanada                                |
| 097. | 24.08.2002 | 21:13 | Vereinigte Staaten | H | Prince of Wales Country Club, Santiago de Chile  | WM-Qualifikation                              | erster Sieg gegen die USA                                     |
| 098. | 31.08.2002 | 11:29 | Kanada             | H | Prince of Wales Country Club, Santiago de Chile  | WM-Qualifikation                              |                                                               |
| 099. | 07.09.2002 | 23:34 | Uruguay            | A | Estadio Parque Federico Omar Saroldi, Montevideo | WM-Qualifikation                              |                                                               |
| 100. | 27.04.2003 | 13:20 | Uruguay            | A | Estadio Luis Franzini, Montevideo                | Südamerikameisterschaft 2003                  |                                                               |
| 101. | 30.04.2003 | 3:49  | Argentinien        | N | Estadio Luis Franzini, Montevideo                | Südamerikameisterschaft 2003                  |                                                               |
| 102. | 03.05.2003 | 102:0 | Paraguay           | N | Estadio Luis Franzini, Montevideo                | Südamerikameisterschaft 2003                  | höchster Sieg der Chilenen                                    |
| 103. | 25.04.2004 | 3:45  | Argentinien        | H | Prince of Wales Country Club, Santiago de Chile  | Südamerikameisterschaft 2004                  |                                                               |
| 104. | 28.04.2004 | 95:3  | Venezuela          | H | Prince of Wales Country Club, Santiago de Chile  | Südamerikameisterschaft 2004                  | erstes Test Match gegen Venezuela erster Sieg gegen Venezuela |
| 105. | 01.05.2004 | 13:20 | Uruguay            | H | Prince of Wales Country Club, Santiago de Chile  | Südamerikameisterschaft 2004                  |                                                               |
| 106. | 30.10.2004 | 9:28  | Portugal           | H | Prince of Wales Country Club, Santiago de Chile  | Intercontinental Cup                          | erstes Test Match gegen Portugal                              |
| 107. | 06.11.2004 | 30:24 | Georgien           | H | Prince of Wales Country Club, Santiago de Chile  | Intercontinental Cup                          | erstes Test Match gegen Georgien erster Sieg gegen Georgien   |
| 108. | 11.05.2005 | 25:34 | Uruguay            | N | Club Los Matreros, Buenos Aires                  | Südamerikameisterschaft 2005                  |                                                               |
| 109. | 08.10.2005 | 38:22 | Paraguay           | H | Prince of Wales Country Club, Santiago de Chile  | WM-Qualifikation                              |                                                               |
| 110. | 13.10.2005 | 55:13 | Brasilien          | A | São Paulo Athletic Club, São Paulo               | WM-Qualifikation                              |                                                               |
| 111. | 06.11.2005 | 18:31 | Portugal           | A | Estádio Universitário de Lisboa, Lissabon        | Intercontinental Cup                          |                                                               |
| 112. | 12.11.2005 | 6:29  | Georgien           | A | Boris-Paitschadse-Nationalstadion, Tiflis        | Intercontinental Cup                          |                                                               |
| 113. | 01.07.2006 | 13:60 | Argentinien        | H | Prince of Wales Country Club, Santiago de Chile  | Südamerikameisterschaft 2006                  |                                                               |
| 114. | 22.07.2006 | 15:43 | Uruguay            | N | Estadio Gran Parque Central, Montevideo          | Südamerikameisterschaft 2006                  |                                                               |
| 115. | 04.08.2007 | 14:70 | Argentinien        | A | Club Atlético de San Isidro, Buenos Aires        | WM-Vorbereitungsspiel                         |                                                               |
| 116. | 15.08.2007 | 25:30 | Spanien            | H | Prince of Wales Country Club, Santiago de Chile  | Freundschaftsspiel                            |                                                               |
| 117. | 25.08.2007 | 34:35 | Uruguay            | H | Prince of Wales Country Club, Santiago de Chile  | Südamerikameisterschaft 2007                  |                                                               |
| 118. | 15.12.2007 | 8:79  | Argentinien        | A | Estadio del Bicentenario, San Juan               | Südamerikameisterschaft 2007                  |                                                               |
| 119. | 22.11.2008 | 12:46 | Argentinien        | N | Estadio Charrúa, Montevideo                      | Südamerikameisterschaft 2008                  |                                                               |
| 120. | 25.04.2009 | 78:3  | Brasilien          | H | Colegio Mackay, Viña del Mar                     | Südamerikameisterschaft 2009                  |                                                               |
| 121. | 29.04.2009 | 34:13 | Paraguay           | N | Estadio Charrúa, Montevideo                      | Südamerikameisterschaft 2009                  |                                                               |
| 122. | 02.05.2009 | 9:46  | Uruguay            | A | Estadio Charrúa, Montevideo                      | Südamerikameisterschaft 2009                  |                                                               |

### 2010–2019
| Nr.  | Datum      | Erg.  | Gegner             |   | Austragungsort                                     | Anlass                                                 | Bemerkung                                                         |
| ---- | ---------- | ----- | ------------------ | - | -------------------------------------------------- | ------------------------------------------------------ | ----------------------------------------------------------------- |
| 123. | 13.05.2010 | 42:6  | Paraguay           | H | CARR de la Reina, Santiago de Chile                | Südamerikameisterschaft 2010                           |                                                                   |
| 124. | 16.05.2010 | 31:8  | Brasilien          | H | CARR de la Reina, Santiago de Chile                | Südamerikameisterschaft 2010                           |                                                                   |
| 125. | 19.05.2010 | 19:36 | Uruguay            | H | CARR de la Reina, Santiago de Chile                | Südamerikameisterschaft 2010                           |                                                                   |
| 126. | 29.09.2010 | 30:32 | Tonga              | H | Estadio San Carlos de Apoquindo, Santiago de Chile | End-of-year Internationals 2010                        | erstes Test Match gegen Tonga                                     |
| 127. | 14.05.2011 | 25:6  | Brasilien          | N | Cataratas Rugby Club, Puerto Iguazú                | Südamerikameisterschaft 2011                           |                                                                   |
| 128. | 17.05.2011 | 71:3  | Paraguay           | N | Cataratas Rugby Club, Puerto Iguazú                | Südamerikameisterschaft 2011                           |                                                                   |
| 129. | 20.05.2011 | 21:18 | Uruguay            | N | Cataratas Rugby Club, Puerto Iguazú                | Südamerikameisterschaft 2011                           |                                                                   |
| 130. | 20.05.2012 | 19:6  | Brasilien          | H | CARR de la Reina, Santiago de Chile                | Südamerikameisterschaft 2012                           |                                                                   |
| 131. | 23.05.2012 | 26:27 | Uruguay            | H | CARR de la Reina, Santiago de Chile                | Südamerikameisterschaft 2012                           |                                                                   |
| 132. | 17.11.2012 | 22:28 | Portugal           | H | Estadio San Carlos de Apoquindo, Santiago de Chile | End-of-year Internationals 2012                        |                                                                   |
| 133. | 27.04.2013 | 38:22 | Brasilien          | N | Estadio Charrúa, Montevideo                        | Südamerikameisterschaft 2013                           |                                                                   |
| 134. | 04.05.2013 | 9:23  | Uruguay            | A | Estadio Charrúa, Montevideo                        | Südamerikameisterschaft 2013                           |                                                                   |
| 135. | 09.11.2013 | 3:26  | Spanien            | H | CARR de la Reina, Santiago de Chile                | End-of-year Internationals 2013                        |                                                                   |
| 136. | 26.04.2014 | 16:24 | Brasilien          | A | Arena Barueri, Barueri                             | Südamerikameisterschaft 2014                           |                                                                   |
| 137. | 03.05.2014 | 22:18 | Paraguay           | H | Old John’s, Concepción                             | Südamerikameisterschaft 2014                           |                                                                   |
| 138. | 10.05.2014 | 13:55 | Uruguay            | A | Estadio Charrúa, Montevideo                        | Südamerikameisterschaft 2014 CONSUR Cup 2014           |                                                                   |
| 139. | 24.05.2014 | 12:73 | Argentinien        | H | Estadio San Carlos de Apoquindo, Santiago de Chile | CONSUR Cup 2014                                        |                                                                   |
| 140. | 25.04.2015 | 32:3  | Brasilien          | H | CARR de la Reina, Santiago de Chile                | Südamerikameisterschaft 2015                           |                                                                   |
| 141. | 03.05.2015 | 35:25 | Paraguay           | A | Parque Olimpico, Asunción                          | Südamerikameisterschaft 2015                           |                                                                   |
| 142. | 09.05.2015 | 30:15 | Uruguay            | H | CARR de la Reina, Santiago de Chile                | Südamerikameisterschaft 2015                           | erster Südamerikameistertitel                                     |
| 143. | 21.11.2015 | 10:54 | Spanien            | A | Campos del Malecón, Torrelavega                    | Freundschaftsspiel                                     |                                                                   |
| 144. | 06.02.2016 | 25:22 | Brasilien          | H | CARR de la Reina, Santiago de Chile                | Americas Rugby Championship 2016                       |                                                                   |
| 145. | 20.02.2016 | 0:64  | Vereinigte Staaten | A | Lockhart Stadium, Fort Lauderdale                  | Americas Rugby Championship 2016                       |                                                                   |
| 146. | 27.02.2016 | 20:23 | Uruguay            | H | CARR de la Reina, Santiago de Chile                | Americas Rugby Championship 2016                       |                                                                   |
| 147. | 05.03.2016 | 13:64 | Kanada             | H | Estadio Municipal de La Pintana, Santiago de Chile | Americas Rugby Championship 2016                       |                                                                   |
| 148. | 23.04.2016 | 68:7  | Paraguay           | H | Old Grangonians Club, Santiago de Chile            | Südamerikameisterschaft 2016                           |                                                                   |
| 149. | 30.04.2016 | 20:20 | Brasilien          | A | Estádio do Pacaembu, São Paulo                     | Südamerikameisterschaft 2016                           |                                                                   |
| 150. | 07.05.2016 | 14:39 | Uruguay            | A | Estadio Charrúa, Montevideo                        | Südamerikameisterschaft 2016 Sudamerica Rugby Cup 2016 |                                                                   |
| 151. | 13.11.2016 | 30:12 | Südkorea           | H | Estadio San Carlos de Apoquindo, Santiago de Chile | End-of-year Internationals 2016                        | erstes Test Match gegen Südkorea erster Sieg gegen Südkorea       |
| 152. | 19.11.2016 | 36:38 | Südkorea           | H | Old Grangonian Club, Santiago de Chile             | End-of-year Internationals 2016                        |                                                                   |
| 153. | 03.02.2017 | 3:17  | Brasilien          | A | Estadio do Pacaembu, São Paulo                     | Americas Rugby Championship 2017                       |                                                                   |
| 154. | 11.02.2017 | 15:36 | Kanada             | A | Westhill Stadium, Langford                         | Americas Rugby Championship 2017                       |                                                                   |
| 155. | 25.02.2017 | 9:57  | Vereinigte Staaten | H | Estadio San Carlos de Apoquindo, Santiago de Chile | Americas Rugby Championship 2017                       |                                                                   |
| 156. | 04.03.2017 | 14:45 | Uruguay            | A | Estadio Charrúa, Montevideo                        | Americas Rugby Championship 2017                       |                                                                   |
| 157. | 13.05.2017 | 15:10 | Brasilien          | H | Estadio Municipal de La Pintana, Santiago de Chile | Südamerikameisterschaft 2017                           |                                                                   |
| 158. | 20.05.2017 | 66:7  | Paraguay           | H | Estadio Municipal de La Pintana, Santiago de Chile | Südamerikameisterschaft 2017                           |                                                                   |
| 159. | 27.05.2017 | 11:27 | Uruguay            | A | Estadio Charrúa, Montevideo                        | Südamerikameisterschaft 2016 Sudamerica Rugby Cup 2017 |                                                                   |
| 160. | 10.11.2017 | 23:3  | Kenia              | N | King’s Park Sports Ground, Hongkong                | Cup of Nations 2017                                    | erstes Test Match gegen Kenia erster Sieg gegen Kenia             |
| 161. | 14.11.2017 | 6:13  | Hongkong           | A | King’s Park Sports Ground, Hongkong                | Cup of Nations 2017                                    | erstes Test Match gegen Hongkong                                  |
| 162. | 18.11.2017 | 11:42 | Russland           | N | Hong Kong Football Club Stadium, Hongkong          | Cup of Nations 2017                                    | erstes Test Match gegen Russland                                  |
| 163. | 25.11.2017 | 32:10 | Deutschland        | A | Stadion am Bieberer Berg, Offenbach am Main        | End-of-year Internationals 2017                        | erstes Test Match gegen Deutschland erster Sieg gegen Deutschland |
| 164. | 03.02.2018 | 14:16 | Brasilien          | H | Estadio Municipal de La Pintana, Santiago de Chile | Americas Rugby Championship 2018                       |                                                                   |
| 165. | 17.02.2018 | 13:45 | Vereinigte Staaten | A | Titan Stadium, Fullerton                           | Americas Rugby Championship 2018                       |                                                                   |
| 166. | 24.02.2018 | 15:67 | Uruguay            | H | Estadio Municipal de La Pintana, Santiago de Chile | Americas Rugby Championship 2018                       |                                                                   |
| 167. | 03.03.2018 | 17:33 | Kanada             | H | Estadio Municipal de La Pintana, Santiago de Chile | Americas Rugby Championship 2018                       |                                                                   |
| 168. | 05.05.2018 | 12:28 | Brasilien          | A | Estádio do Canindé, São Paulo                      | Südamerikameisterschaft 2018                           |                                                                   |
| 169. | 19.05.2018 | 97:0  | Paraguay           | H | Old Grangonians Club, Santiago de Chile            | Südamerikameisterschaft 2018                           |                                                                   |
| 170. | 02.02.2019 | 8:71  | Vereinigte Staaten | H | Estadio Santiago Bueras, Santiago de Chile         | Americas Rugby Championship 2019                       |                                                                   |
| 171. | 08.02.2019 | 5:20  | Uruguay            | A | Estadio Charrúa, Montevideo                        | Americas Rugby Championship 2019                       |                                                                   |
| 172. | 22.02.2019 | 0:56  | Kanada             | A | Westhills Stadium, Langford                        | Americas Rugby Championship 2019                       |                                                                   |
| 173. | 02.03.2019 | 10:15 | Brasilien          | A | Estádio Jayme Cintra, Jundiaí                      | Americas Rugby Championship 2019                       |                                                                   |
| 174. | 19.05.2019 | 53:10 | Paraguay           | A | Estadio Héroes de Curupayty, Luque                 | Südamerikameisterschaft 2019                           |                                                                   |
| 175. | 08.06.2019 | 11:27 | Rumänien           | H | Estadio Elías Figueroa Brander, Valparaíso         | Mid-year Internationals 2019                           | erstes Test Match gegen Rumänien                                  |
| 176. | 15.06.2019 | 22:29 | Spanien            | H | Estadio La Granja, Curicó                          | Mid-year Internationals 2019                           |                                                                   |
| 177. | 16.11.2019 | 18:23 | Portugal           | H | Estadio San Carlos de Apoquindo, Santiago de Chile | Freundschaftsspiel                                     |                                                                   |

### 2020–2029
| Nr.  | Datum      | Erg.  | Gegner             |   | Austragungsort                                     | Anlass                          | Bemerkung                                                 |
| ---- | ---------- | ----- | ------------------ | - | -------------------------------------------------- | ------------------------------- | --------------------------------------------------------- |
| 178. | 11.07.2021 | 23:13 | Brasilien          | N | Estadio Charrúa, Montevideo                        | WM-Qualifikation                |                                                           |
| 179. | 11.07.2021 | 10:15 | Uruguay            | A | Estadio Charrúa, Montevideo                        | WM-Qualifikation                |                                                           |
| 180. | 02.10.2021 | 21:22 | Kanada             | A | Starlight Stadium, Langford                        | WM-Qualifikation                |                                                           |
| 181. | 09.10.2021 | 33:24 | Kanada             | H | Estadio Elías Figueroa Brander, Valparaíso         | WM-Qualifikation                | erster Sieg gegen Kanada                                  |
| 182. | 20.11.2021 | 30:29 | Russland           | A | Zentralstadion, Sotschi                            | End-of-year Internationals 2021 | erster Sieg gegen Russland                                |
| 183. | 26.11.2021 | 42:27 | Russland           | A | Zentralstadion, Sotschi                            | End-of-year Internationals 2021 |                                                           |
| 184. | 09.07.2022 | 21:22 | Vereinigte Staaten | H | Estadio Santa Laura, Santiago de Chile             | WM-Qualifikation                |                                                           |
| 185. | 16.07.2022 | 31:29 | Vereinigte Staaten | A | Infinity Park, Glendale                            | WM-Qualifikation                |                                                           |
| 186. | 05.11.2022 | 23:30 | Rumänien           | A | Stadionul Arcul de Triumf, Bukarest                | End-of-year Internationals 2022 |                                                           |
| 187. | 12.11.2022 | 10:39 | Tonga              | N | Stadionul Arcul de Triumf, Bukarest                | End-of-year Internationals 2022 |                                                           |
| 188. | 29.07.2023 | 25:26 | Uruguay            | A | Estadio Charrúa, Montevideo                        | Freundschaftsspiel              |                                                           |
| 189. | 12.08.2023 | 26:28 | Namibia            | H | Estadio Elías Figueroa Brander, Valparaiso         | Freundschaftsspiel              | erstes Test Match gegen Namibia                           |
| 190. | 10.09.2023 | 12:42 | Japan              | N | Stadium Municipal, Toulouse                        | Weltmeisterschaft 2023          | erstes Test Match gegen Japan                             |
| 191. | 16.09.2023 | 10:43 | Samoa              | N | Stade Matmut-Atlantique, Bordeaux                  | Weltmeisterschaft 2023          | erstes Test Match gegen Samoa                             |
| 192. | 23.09.2023 | 0:71  | England            | N | Stade Pierre-Mauroy, Villeneuve-d’Ascq             | Weltmeisterschaft 2023          | erstes Test Match gegen England                           |
| 193. | 30.09.2023 | 5:59  | Argentinien        | N | Stade de la Beaujoire, Nantes                      | Weltmeisterschaft 2023          |                                                           |
| 194. | 06.07.2024 | 22:17 | Hongkong           | H | Estadio Fiscal de Talca, Talca                     | Mid-year Internationals 2024    | erster Sieg gegen Hongkong                                |
| 195. | 13.07.2024 | 33:5  | Belgien            | H | Estadio Sausalito, Viña del Mar                    | Mid-year Internationals 2024    | erstes Test Match gegen Belgien erster Sieg gegen Belgien |
| 196. | 20.07.2024 | 11:52 | Schottland         | H | Estadio Nacional de Chile, Santiago de Chile       | Mid-year Internationals 2024    | erstes Test Match gegen Schottland                        |
| 197. | 28.07.2024 | 64:0  | Paraguay           | H | Estadio Municipal de La Pintana, Santiago de Chile | WM-Qualifikation                |                                                           |
| 198. | 06.10.2024 | 36:10 | Brasilien          | H | Estadio Municipal de La Pintana, Santiago de Chile | WM-Qualifikation                |                                                           |
| 199. | 09.11.2024 | 44:14 | Kanada             | N | Stadionul National Arcul de Triumf, Bukarest       | End-of-year Internationals 2024 |                                                           |
| 200. | 16.11.2024 | 17:20 | Niederlande        | A | NRCA, Amsterdam                                    | End-of-year Internationals 2024 | erstes Test Match gegen die Niederlande                   |
| 201. | 05.07.2025 | 40:16 | Rumänien           | H | Estadio Nacional de Chile, Santiago de Chile       | Mid-year Internationals 2025    | erster Sieg gegen Rumänien                                |
| 202. | 19.07.2025 | 35:20 | Brasilien          | A | Estádio Nicolau Alayon, São Paulo                  | WM-Qualifikation                |                                                           |
| 203. | 26.07.2025 | 35:21 | Brasilien          | H | Mahuida Parque Reina, Santiago de Chile            | WM-Qualifikation                |                                                           |

## Länderspiele ohne Test-Match-Status
| Nr. | Datum      | Erg.  | Gegner                            |   | Austragungsort                                  | Anlass                          |
| --- | ---------- | ----- | --------------------------------- | - | ----------------------------------------------- | ------------------------------- |
| 01. | 15.08.1938 | 3:25  | Argentinien                       | A | Estadio GEBA, Buenos Aires                      | Tour Match                      |
| 02. | 21.08.1938 | 3:33  | Argentinien                       | A | Estadio GEBA, Buenos Aires                      | Tour Match                      |
| 03. | 09.08.1952 | 0:36  | Irland                            | H | Stade Français, Santiago de Chile               | Tour Match                      |
| 04. | 18.09.1954 | 3:34  | Frankreich                        | H | Prince of Wales Country Club, Santiago de Chile | Tour Match                      |
| 05. | 19.09.1956 | 6:42  | Oxford and Cambridge Universities | H | Prince of Wales Country Club, Santiago de Chile | Freundschaftsspiel              |
| 06. | 30.09.1959 | 0:73  | Junior Springboks                 | H | Prince of Wales Country Club, Santiago de Chile | Tour Match                      |
| 07. | 10.08.1960 | 6:55  | Frankreich                        | H | Stade Français, Santiago de Chile               | Tour Match                      |
| 08. | 20.08.1966 | 3:73  | South Africa Gazelles             | H | Stade Français, Santiago de Chile               | Tour Match                      |
| 09. | 09.07.1975 | 10:54 | Junior Springboks                 | H | Stade Français, Santiago de Chile               | Freundschaftsspiel              |
| 10. | 09.07.1979 | 7:88  | Argentinien B                     | A | Estadio Ferro Carril Oeste, Buenos Aires        | Freundschaftsspiel              |
| 11. | 29.10.1983 | 10:54 | Südwestafrika                     | H | Stade Français, Santiago de Chile               | Freundschaftsspiel              |
| 12. | 29.10.1988 | 15:36 | Südwestafrika                     | H | Santiago de Chile                               | Freundschaftsspiel              |
| 13. | 12.11.2000 | 16:18 | Argentinien XV                    | N | Montevideo Cricket Club, Montevideo             | Südamerikameisterschaft 2000    |
| 14. | 17.11.2000 | 22:42 | Argentinien XV                    | H | CARR de la Reina, Santiago de Chile             | Südamerikameisterschaft 2001    |
| 15. | 25.08.2003 | 16:41 | Fidschi                           | H | Prince of Wales Country Club, Santiago de Chile | Tour Match                      |
| 16. | 08.05.2005 | 13:48 | Provincias Argentinas             | A | Estadio José Amalfitani, Buenos Aires           | Südamerikameisterschaft 2005    |
| 17. | 10.09.2005 | 3:22  | France Amateurs                   | H | Prince of Wales Country Club, Santiago de Chile | Freundschaftsspiel              |
| 18. | 08.11.2008 | 3:71  | Jaguares                          | H | Prince of Wales Country Club, Santiago de Chile | Südamerikameisterschaft 2008    |
| 19. | 20.05.2009 | 6:89  | Jaguares                          | N | Estadio Charrúa, Montevideo                     | Südamerikameisterschaft 2009    |
| 20. | 23.05.2010 | 9:49  | Jaguares                          | H | CARR de la Reina, Santiago de Chile             | Südamerikameisterschaft 2010    |
| 21. | 22.05.2011 | 6:61  | Jaguares                          | N | Cataratas Rugby Club, Puerto Iguazú             | Südamerikameisterschaft 2011    |
| 22. | 26.05.2012 | 6:59  | Jaguares                          | H | CARR de la Reina, Santiago de Chile             | Südamerikameisterschaft 2012    |
| 23. | 01.05.2013 | 10:85 | Jaguares                          | N | Estadio Charrúa, Montevideo                     | Südamerikameisterschaft 2013    |
| 24. | 12.05.2018 | 22:20 | Uruguay XV                        | A | Estadio Charrúa, Montevideo                     | Südamerikameisterschaft 2018    |
| 25. | 11.05.2019 | 32:39 | Uruguay XV                        | H | Old Grangonians Club, Santiago de Chile         | Südamerikameisterschaft 2019    |
| 26. | 18.05.2019 | 3:55  | Argentinien XV                    | A | Lawn Tennis Club, San Miguel de Tucumán         | Südamerikameisterschaft 2019    |
| 27. | 23.11.2024 | 17:19 | Schottland A                      | A | Edinburgh Rugby Stadium, Edinburgh              | End-of-year Internationals 2024 |

## Statistik
(Stand: 11. August 2025)

### Gegner bei Test Matches
| Land                | Spiele | Gewonnen | Unent- schieden | Verloren | % Siege |
| ------------------- | ------ | -------- | --------------- | -------- | ------- |
| Argentinien         | 32     | 0        | 0               | 32       | 0,00    |
| Belgien             | 1      | 1        | 0               | 0        | 100,00  |
| Bermuda             | 1      | 0        | 0               | 1        | 100,00  |
| Brasilien           | 33     | 26       | 2               | 5        | 78,79   |
| Deutschland         | 1      | 1        | 0               | 0        | 100,00  |
| England             | 1      | 0        | 0               | 1        | 0,00    |
| Georgien            | 2      | 1        | 0               | 1        | 50,00   |
| Hongkong            | 2      | 1        | 0               | 1        | 50,00   |
| Japan               | 1      | 0        | 0               | 1        | 0,00    |
| Kanada              | 9      | 2        | 0               | 7        | 22,22   |
| Kenia               | 1      | 1        | 0               | 0        | 100,00  |
| Namibia             | 1      | 0        | 0               | 1        | 0,00    |
| Niederlande         | 1      | 0        | 0               | 1        | 0,00    |
| Paraguay            | 30     | 29       | 0               | 1        | 96,67   |
| Peru                | 2      | 2        | 0               | 0        | 100,00  |
| Portugal            | 4      | 0        | 0               | 4        | 0,00    |
| Russland            | 3      | 2        | 0               | 1        | 66,67   |
| Rumänien            | 3      | 1        | 0               | 2        | 33,33   |
| Samoa               | 1      | 0        | 0               | 1        | 0,00    |
| Schottland          | 1      | 0        | 0               | 1        | 0,00    |
| Spanien             | 6      | 2        | 0               | 4        | 33,33   |
| Südkorea            | 2      | 1        | 0               | 1        | 50,00   |
| Tonga               | 2      | 0        | 0               | 2        | 0,00    |
| Trinidad und Tobago | 1      | 1        | 0               | 0        | 100,00  |
| Uruguay             | 53     | 11       | 1               | 41       | 20,75   |
| Venezuela           | 1      | 1        | 0               | 0        | 100,00  |
| Vereinigte Staaten  | 8      | 2        | 0               | 6        | 25,00   |
| Gesamt              | 203    | 86       | 3               | 114      | 42,36   |

### Bilanz der Test Matches
|         | Spiele | Siege | Unent- schieden | Nieder- lagen |
| ------- | ------ | ----- | --------------- | ------------- |
| Heim    | 91     | 44    | 1               | 46            |
| Neutral | 48     | 25    | 0               | 23            |
| Gast    | 64     | 17    | 2               | 45            |
| Gesamt  | 203    | 86    | 3               | 114           |

### Spielstädte
| Stadt             | Spiele | Siege | Unent- schieden | Nieder- lagen | erstes Spiel | letztes Spiel |
| ----------------- | ------ | ----- | --------------- | ------------- | ------------ | ------------- |
| Santiago de Chile | 78     | 36    | 1               | 41            | 1956         | 2025          |
| Valparaíso        | 5      | 1     | 0               | 4             | 1936         | 2023          |
| Viña del Mar      | 5      | 5     | 0               | 0             | 1958         | 2024          |
| Concepción        | 1      | 1     | 0               | 0             | 2014         | 2014          |
| Curicó            | 1      | 0     | 0               | 1             | 2019         | 2019          |
| Talca             | 1      | 1     | 0               | 0             | 2024         | 2024          |